# Blackfoot (banda)
Blackfoot é uma banda de southern rock formada em Jacksonville, Flórida, em 1970. Embora sejam principalmente uma banda de southern rock, eles eram conhecidos também como uma banda de hard rock. 
O Blackfoot lançou uma série de álbuns de sucesso durante os anos 1970 e início de 1980, incluindo Strikes (1979), Tomcattin' (1980) e Marauder (1981).
A formação original se desfez no final de 1985, mas não antes do ex-tecladista e compositor da banda Uriah Heep, Ken Hensley, juntar-se à banda durante seus dois últimos anos juntos.

## Discografia

### Álbuns de Estudio
- No Reservations (1975)
- Flyin' High (1976)
- Strikes (1979)
- Tomcattin' (1980)
- Marauder (1981)
- Siogo (1983)
- Vertical Smiles (1984)
- Rick Medlocke and Blackfoot (1987)
- Medicine Man (1990)
- After the Reign (1994)
- Legends Never Die (2009)
- Southern Native (2016)

### Ao Vivo
- Highway Song Live (1982)
- Live on the King Biscuit Flower Hour (1998)
- Greatest Hits Live (2000)
- On the Run - Live (2004)
- Train Train: Southern Rock's Best - Live (2007)
- Fly Away - Live (2011)

### Singles
- Railroad Man (1975)
- Highway Song (1979) US No. 26
- Train, Train (1979) US No. 38
- Spendin' Cabbage (1980)
- On the Run (1980)
- Dry County (1980)
- Fly Away (1981) US No. 42
- Searchin' (1981) US No. 108
- Send Me an Angel (1983)
- Teenage Idol (1983) US No. 103
- Morning Dew (1984)
- Guitar Slingers Song and Dance (1990)

### Compilações
- Rattlesnake Rock N' Roll: The Best of Blackfoot (1994)
- Greatest Hits (2002)

### Rádio shows
- Blackfoot Interview (1978)
- Blackfoot - Johnny Van Zant (1979 Reading Festival)
- Blackfoot - Stevie Ray Vaughan KBFH (1980)
- Blackfoot - Truimph KBFH (1981 [Best of the Biscuit])
- Blackfoot KBFH (1982)

### Itens Raros
- Wishing Well/Highway Song Japanese (1979)
- Maxi single (1980)
- Blackfoot Picture Disc

### DVD
- Train Train (2007) Atco Records
- Blackfoot: Live in Kentucky (2008)

### Formação
Guitarra e Voz: Rickey Medlocke
Guitarra: Charlie Hargrett
Baixo: Greg T. Walker
Bateria: Jakson Spires